# Saint-Julien (Côte-d'Or)
Saint-Julien is een gemeente in het Franse departement Côte-d'Or (regio Bourgogne-Franche-Comté). De plaats maakt deel uit van het arrondissement Dijon. Saint-Julien telde op 1 januari 2022 1.749 inwoners.

## Geografie
De oppervlakte van Saint-Julien bedroeg op 1 januari 2022 16,43 vierkante kilometer; de bevolkingsdichtheid was toen 106,5 inwoners per km².
De onderstaande kaart toont de ligging van Saint-Julien met de belangrijkste infrastructuur en aangrenzende gemeenten.

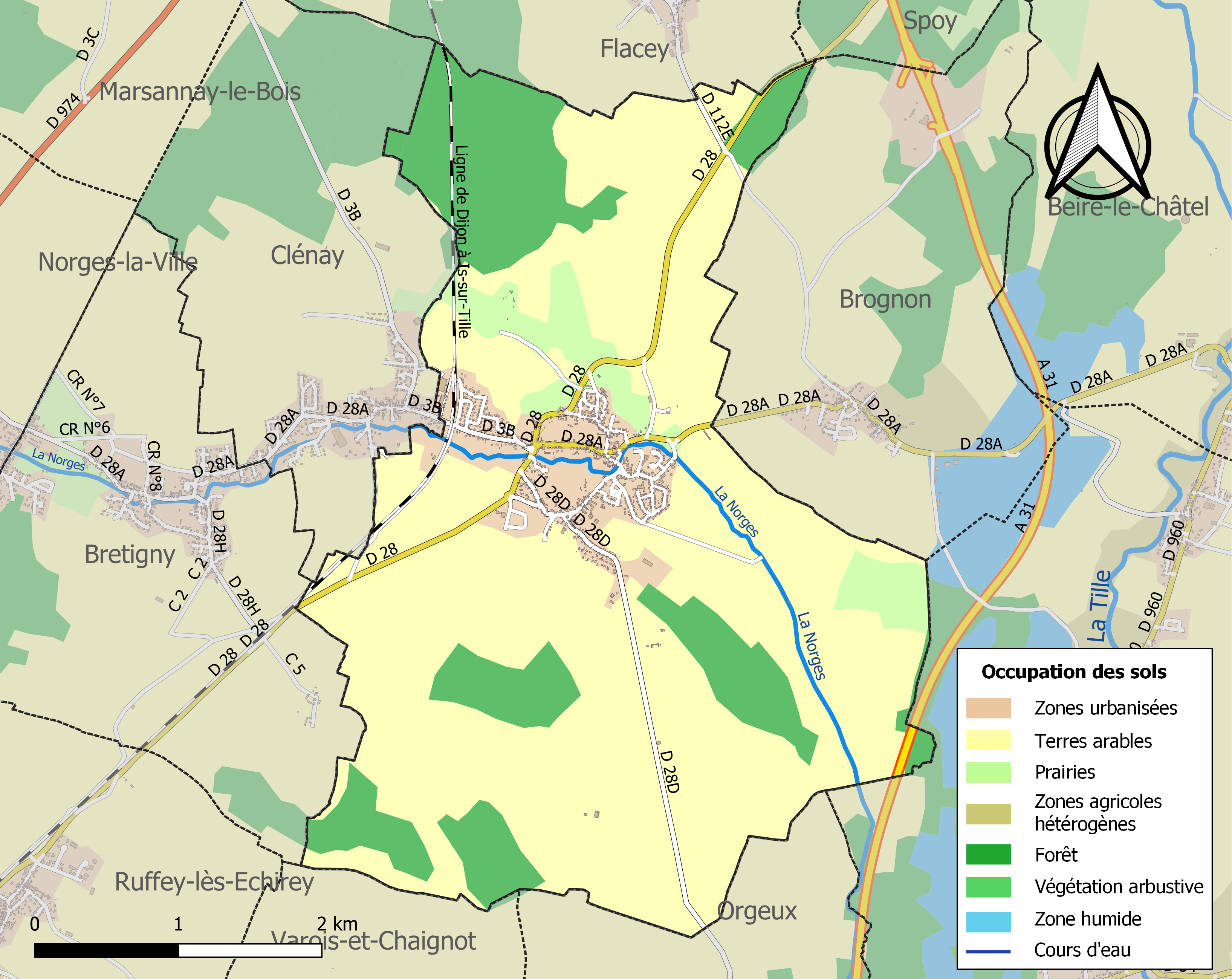

## Demografie
Onderstaande figuur toont het verloop van het inwonertal (bron: INSEE-tellingen).